# Mona Achache

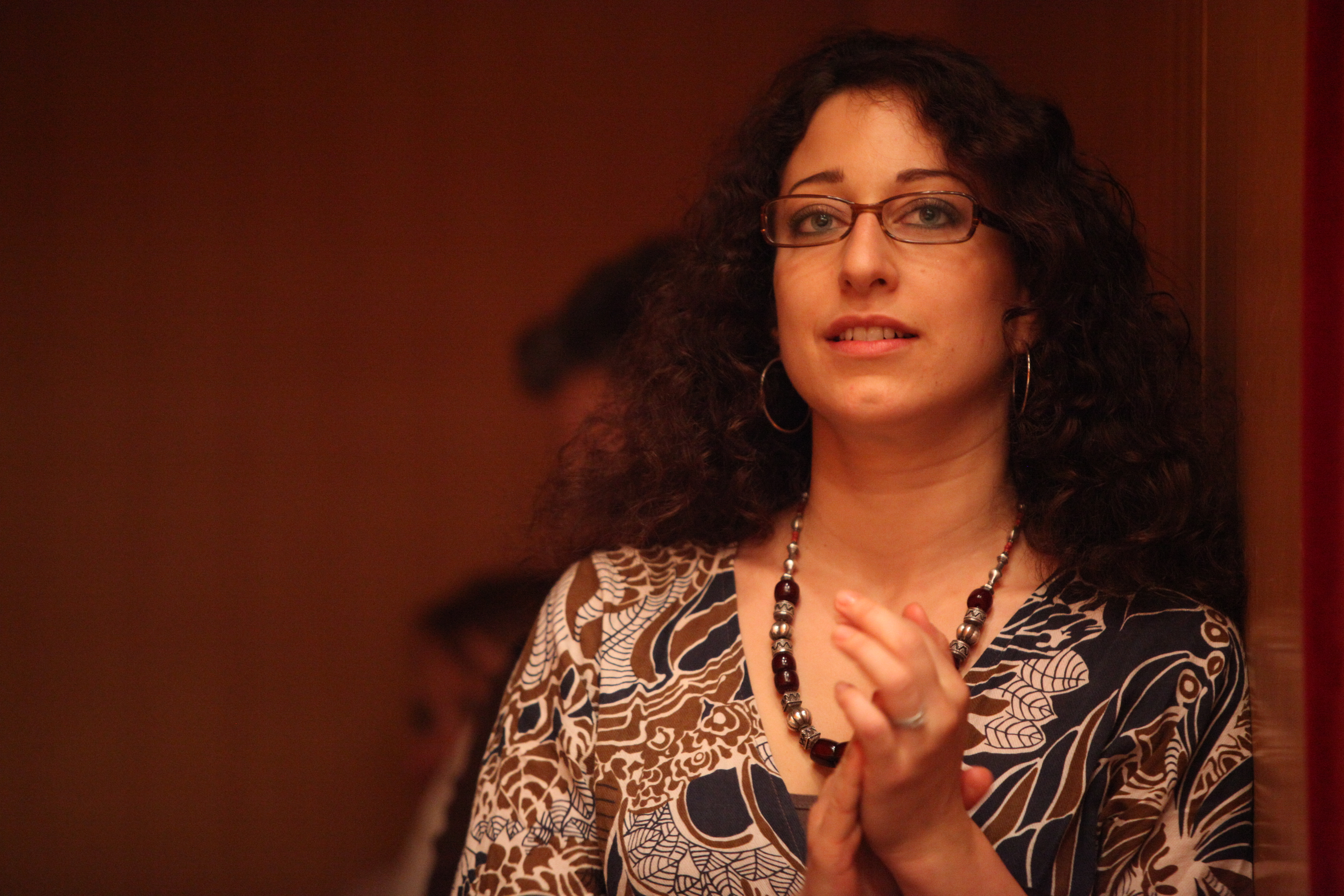
Mona Achache (2010)

Mona Achache (* 18. März 1981) ist eine französische Filmregisseurin und Drehbuchautorin marokkanischer Herkunft. Sie wurde durch Filme wie Die Eleganz der Madame Michel und Um Bank und Kragen international bekannt.

## Leben und Karriere
Die 1981 geborene Mona Achache ist, nach einer Ausbildung in Literatur und Theater und einer Regieassistenz, seit Mitte der 2000er Jahre im Filmgeschäft als Regisseurin und Drehbuchautorin tätig.
Mit 20 Jahren wurde Mona Achache Mutter und produzierte 2002 einen Dokumentarfilm über die Geburt. Nach einigen Kurzfilmen inszenierte sie 2009 nach ihrem Drehbuch das preisgekrönte Filmdrama Die Eleganz der Madame Michel nach dem Roman Die Eleganz des Igels von Muriel Barbery mit Josiane Balasko, Garance Le Guillermic und Togo Igawa in den Hauptrollen. Der Film erhielt beim Cairo International Film Festival mehrere Preise, darunter den Preis für die Beste Regie. 2012 drehte sie den Fernsehfilm Um Bank und Kragen mit Pascale Arbillot und Lolita Chammah. 2014 folgte die Kinoproduktion Les gazelles in der Besetzung Camille Chamoux, Audrey Fleurot und Joséphine de Meaux.
In den Jahren 2009 und 2011 sah man Achache in kleinen Nebenrollen auch als Schauspielerin.
Seit 2015 ist Mona Achache auch beim Fernsehen als Regisseurin und Drehbuchautorin in Erscheinung getreten, so schrieb und inszenierte sie Episoden für Serien wie Defendant und Marjorie. 2019 war sie für die französische Science-Fiction-Fernsehserie Osmosis von Audrey Fouché mit Hugo Becker und Agathe Bonitzer als Regisseurin tätig. Die achtteilige Staffel erschien am 29. März 2019 auf Netflix.

## Filmografie

### Als Regisseurin
- 2006: Suzanne (Kurzfilm)
- 2008: Wawa (Kurzfilm)
- 2009: Die Eleganz der Madame Michel (Le hérisson)
- 2010: On bosse ici! On vit ici! On reste ici! (Kurzfilm) (Co-Regisseurin)
- 2012: Um Bank und Kragen (Bankable) (Fernsehfilm)
- 2014: Les gazelles
- 2014: Les 18 du 57, Boulevard de Strasbourg (Kurzfilm) (Co-Regisseurin)
- 2015–2017: Marjorie (Fernsehserie, 3 Episoden)
- 2016: Defendant (Fernsehserie, 3 Episoden)
- 2019: Osmosis (Fernsehserie, 2 Episoden)
- 2019–2020: Balthazar (Fernsehserie, 4 Episoden)
- 2021: Coeurs vaillants
- 2022–2024: HIP: Ermittlerin mit Mords-IQ (HPI: Haut Potentiel Intellectuel, Fernsehserie, 7 Episoden)
- 2022: Champion (Fernsehfilm)
- 2023: Little Girl Blue

### Als Drehbuchautorin
- 2006: Suzanne (Kurzfilm)
- 2008: Wawa (Kurzfilm)
- 2009: Die Eleganz der Madame Michel (Le hérisson)
- 2012: Um Bank und Kragen (Bankable) (Fernsehfilm)
- 2014: Les gazelles
- 2016: Defendant (Fernsehserie, 1 Episode)
- 2017: Marjorie (Fernsehserie, 2 Episoden)
- 2021: Cœurs vaillants

## Auszeichnungen (Auswahl)
Valladolid International Film Festival
- 2009: Ehrung beim Valladolid International Film Festival mit dem Audience Award in der Kategorie Best Film für den Spielfilm Die Eleganz der Madame Michel

Cairo International Film Festival
- 2010: Ehrung beim Cairo International Film Festival in der Kategorie Best Director für den Spielfilm Die Eleganz der Madame Michel

Seattle International Film Festival
- 2010: Ehrung beim Seattle International Film Festival mit dem Golden Space Needle Award in der Kategorie Best Film für den Spielfilm Die Eleganz der Madame Michel

Palm Springs International Film Festival
- 2011: Nominierung beim Seattle International Film Festival für den Audience Award in der Kategorie Best Narrative Feature für den Spielfilm Die Eleganz der Madame Michel